# Erik Meijer
Erik Meijer (ur. 2 sierpnia 1969 w Meerssen) – piłkarz holenderski grający na pozycji napastnika.

## Kariera klubowa
Meijer rozpoczynał piłkarską karierę w rodzinnej miejscowości Meerssen, w tamtejszym klubie SV Meerssen. W 1987 roku trafił do Fortuny Sittard, w której to 10 kwietnia 1988 zadebiutował w Eredivisie meczem z Feyenoordem (1:2). W 1989 roku Meijer przeszedł do Royal Antwerp FC, ale nie zagrał tam żadnego meczu i jeszcze w tym samym sezonie wrócił do Holandii i został piłkarzem drugoligowego FC Eindhoven. W sezonie 1990/1991 znów grał w Fortunie, a następnie przez dwa sezony reprezentował barwy MVV Maastricht. Grając w MVV pokazał najwyższą skuteczność w karierze zdobywając odpowiednio 14 i 20 goli w sezonie. W 1993 roku trafił do PSV Eindhoven, ale grał tam jako rezerwowy dla Ronaldo, Luca Nilisa i Wima Kiefta.
W 1995 roku Meijer został zawodnikiem niemieckiego KFC Uerdingen 05. W Bundeslidze zadebiutował 11 sierpnia w zremisowanym 0:0 meczu z VfB Stuttgart. W Uerdingen był najskuteczniejszym zawodnikiem zdobywając 11 goli, ale zespół ten zajął ostatnie miejsce i spadł z ligi. Po dobrym sezonie Meijer przeszedł do Bayeru 04 Leverkusen. Został partnerem Ulfa Kirstena w ataku. W 1997 roku wywalczył z Bayerem wicemistrzostwo Niemiec, a sukces ten powtórzył także w 1999 roku, a w 1998 zajął 3. miejsce. W Leverkusen spędził 3 lata i przez ten okres rozegrał 84 mecze i strzelił 16 goli.
W 1999 roku Meijer wyjechał do Anglii i podpisał kontrakt z tamtejszym Liverpoolem. Przez półtora roku pobytu w „The Reds” rozegrał zaledwie 23 mecze i nie zdobył żadnego gola. Nie wygrał rywalizacji z takimi zawodnikami jak Robbie Fowler czy Michael Owen, a po latach uznano go za jeden z największych niewypałów transferowych Liverpoolu, pomimo że był uwielbiany przez kibiców klubu. Część sezonu 2000/2001 Meijer spędził w Preston North End, a zimą wrócił do Niemiec i przez 2 i pół roku grał w Hamburger SV, z którym nie osiągnął większych sukcesów, poza 4. miejscem w sezonie 2002/2003. Po tamtym sezonie Meijer odszedł do drugoligowej Alemannii Akwizgran, gdzie odzyskał formę strzelecką, a jego 8 goli w sezonie 2004/2005 przyczyniło się do wywalczenia przez ten klub awansu do ekstraklasy. Jednak latem 2005 po sezonie Meijer dość niespodziewanie zakończył piłkarską karierę. Następnie dość krótko był asystentem Michaela Frontzecka, który był trenerem Alemannii.
| Sezon   | Klub                | Kraj     | Rozgrywki      | Mecze | Bramki |
| ------- | ------------------- | -------- | -------------- | ----- | ------ |
| 1988/89 | Fortuna Sittard     | Holandia | Eredivisie     | 10    | 1      |
| 1989/90 | Royal Antwerp FC    | Belgia   | Eerste Klasse  | 0     | 0      |
| 1989/90 | FC Eindhoven        | Holandia | Eerstedivisie  | 14    | 5      |
| 1990/91 | Fortuna Sittard     | Holandia | Eredivisie     | 26    | 5      |
| 1991/92 | MVV Maastricht      | Holandia | Eredivisie     | 32    | 14     |
| 1992/93 | MVV Maastricht      | Holandia | Eredivisie     | 34    | 20     |
| 1993/94 | PSV Eindhoven       | Holandia | Eredivisie     | 15    | 4      |
| 1994/95 | PSV Eindhoven       | Holandia | Eredivisie     | 24    | 9      |
| 1995/96 | KFC Uerdingen 05    | Niemcy   | Bundesliga     | 32    | 11     |
| 1996/97 | Bayer 04 Leverkusen | Niemcy   | Bundesliga     | 32    | 6      |
| 1997/98 | Bayer 04 Leverkusen | Niemcy   | Bundesliga     | 26    | 6      |
| 1998/99 | Bayer 04 Leverkusen | Niemcy   | Bundesliga     | 26    | 4      |
| 1999/00 | Liverpool F.C.      | Anglia   | Premiership    | 20    | 0      |
| 2000/01 | Liverpool F.C.      | Anglia   | Premiership    | 3     | 0      |
| 2000/01 | Preston North End   | Anglia   | First Division | 9     | 0      |
| 2000/01 | Hamburger SV        | Niemcy   | Bundesliga     | 12    | 3      |
| 2001/02 | Hamburger SV        | Niemcy   | Bundesliga     | 25    | 4      |
| 2002/03 | Hamburger SV        | Niemcy   | Bundesliga     | 21    | 4      |
| 2003/04 | Alemannia Aachen    | Niemcy   | 2. Bundesliga  | 30    | 6      |
| 2004/05 | Alemannia Aachen    | Niemcy   | 2. Bundesliga  | 27    | 8      |

## Kariera reprezentacyjna
W reprezentacji Holandii Meijer zadebiutował 24 marca 1993 w wygranym 6:0 meczu z San Marino, rozegranym w ramach eliminacji do Mistrzostw Świata w USA. Był to zarazem jego jedyny mecz w narodowej drużynie.